# Guillermo de Hazart
Guillermo de Hazart (en francés: Guillaume de Hazart, latín: Guillelmus de Assardo; fallecido después de 1219) fue señor de Hazart (Azaz) y condestable del Principado de Antioquía. 
Era el sucesor y probablemente hijo de Pedro I de Hazart. Su hija Clarencia de Hazart se casó con Jacobo de Botron, hijo de Bohemundo de Antioquía, señor de Botron. Después de su muerte lo sucedió Pedro II de Hazart, probablemente su hijo.